# Керейтбаев, Дуйсенбай
Дуйсенбай Керейтбаев (1885 год, аул Кундызды — 1965 год) — звеньевой колхоза «Кзыл-Дехкан» Тереньузякского района Кзыл-Ординской области, Казахская ССР. Герой Социалистического Труда (1949).

## Биография
Родился в 1885 году в бедной казахской семье. До вступления в колхоз занимался земледелием и животноводством. С 1929 года трудился рядовым колхозником в колхозе «Кзыл-Дехкан» (Красный дехканин) Тереньузякского района. Позднее был назначен звеньевым рисоводческого звена.
В годы Великой Отечественной войны звено под руководством Сапарбая Керейтбаева ежегодно перевыполняло план по выращиванию риса. В 1942 году было собрано в среднем по 56 центнеров риса с каждого гектара на участке площадью 10 гектаров, в 1943 году — по 61 центнеров с каждого гектара на участке площадью 6 гектаров. В фонд Казахской танковой колонны звено собрало 150 тысяч рублей. За эту трудовую и общественную деятельность был награждён в 1945 году Орденом Трудового Красного Знамени.
В 1948 году звено Сапарбая Керейтбаева собрало в среднем по 91,6 центнеров риса с каждого гектара. За эти выдающиеся трудовые достижения был удостоен в 1949 году звания Героя Социалистического Труда.
Скончался в 1965 году
Награды
- Герой Социалистического Труда — указом Президиума Верховного Совета СССР 20 мая 1949 года
- Орден Ленина
- Орден Трудового Красного Знамени (1945)